# Episodi di Frequency
La prima e unica stagione della serie televisiva Frequency, composta da 13 episodi, è stata trasmessa negli Stati Uniti per la prima volta dall'emittente The CW dal 5 ottobre 2016 al 25 gennaio 2017.

Dopo la cancellazione della serie, il 13 maggio 2017 The CW ha rilasciato un epilogo (della durata di circa 3 minuti e mezzo) per fornire la chiusura della storia.
In Italia, la stagione è andata in onda in prima visione sul canale pay Premium Crime dal 18 aprile all'11 luglio 2017. In chiaro viene trasmessa dal 30 aprile 2018 in seconda serata sul 20.

L'epilogo non è mai andato in onda.
| nº | Titolo originale     | Titolo italiano        | Prima TV USA     | Prima TV Italia |
| -- | -------------------- | ---------------------- | ---------------- | --------------- |
| 1  | Pilot                | Una voce dal passato   | 5 ottobre 2016   | 18 aprile 2017  |
| 2  | Signal and Noise     | Indagini parallele     | 12 ottobre 2016  | 25 aprile 2017  |
| 3  | The Near Far Problem | Vicino e lontano       | 19 ottobre 2016  | 2 maggio 2017   |
| 4  | Bleed Over           | Progressione di eventi | 26 ottobre 2016  | 9 maggio 2017   |
| 5  | Seven Three          | Sesto senso            | 2 novembre 2016  | 16 maggio 2017  |
| 6  | Deviation            | La teoria dell'albero  | 9 novembre 2016  | 23 maggio 2017  |
| 7  | Break, Break, Break  | Il campeggio           | 16 novembre 2016 | 2 giugno 2017   |
| 8  | Interference         | Interferenza           | 30 novembre 2016 | 6 giugno 2017   |
| 9  | Gray Line            | Zona d'ombra           | 7 dicembre 2016  | 13 giugno 2017  |
| 10 | The Edison Effect    | L'effetto Edison       | 4 gennaio 2017   | 20 giugno 2017  |
| 11 | Negative Copy        | Copia negativa         | 11 gennaio 2017  | 27 giugno 2017  |
| 12 | Harmonic             | Effetto domino         | 18 gennaio 2017  | 4 luglio 2017   |
| 13 | Signal Loss          | Rivelazioni            | 25 gennaio 2017  | 11 luglio 2017  |
| 14 | Epilogue             |                        | 13 maggio 2017   |                 |